# Maianthemum gigas
 (septembre 2021).
Si vous disposez d'ouvrages ou d'articles de référence ou si vous connaissez des sites web de qualité traitant du thème abordé ici, merci de compléter l'article en donnant les références utiles à sa vérifiabilité et en les liant à la section « Notes et références ».
Espèce
Synonymes
- Maianthemum gigas var. gigas[2]
- Smilacina gigas Woodson[2]

Maianthemum gigas est une espèce de plantes vivaces de la famille des Asparagaceae. Elle est présente au Mexique et en Amérique centrale, poussant dans les clairières ou le long des routes et, parfois, comme épiphyte sur les arbres.

## Description
Maianthemum gigas mesure de 0,8 à 2,5 m de hauteur sur une base de rhizomes fourchus. Les racines sont positionnées uniformément le long des rhizomes. Les tiges sont penchées ou arquées et feuillues avec généralement de 10 à 16 feuilles espacées de 3 à 5,5 cm. 

### Feuilles
Les feuilles ont un pétiole de 4 à 5 mm de long. Les limbes des feuilles sont de forme ovoïde à elliptique avec des extrémités pointues et des bases arrondies à effilées de 14 à 30 cm de long sur 5 à 9 cm de large et présentent des bords ondulés. La surface des feuilles est glabre avec des nervures proéminentes.

### Grappes fleuries
De 45 à 400 fleurs sont disposées sur un pédoncule pyramidal ramifié (panicule). L'axe principal de la panicule s’arque vers le haut, est raide, droit et généralement de 15 à 30 cm de long. Il est glabre et souvent côtelé de vert clair ou de violet. Environ 25 à 30 branches latérales étalées à ascendantes sont disposées à des intervalles de 2 à 15 mm le long de l'axe principal de la panicule. Les branches latérales mesurent 6 à 15 cm de long avec une ou deux fleurs à la base et d'autres disposées à des intervalles de 1 à 4 mm (voire jusqu'à 10 mm) le long de la branche.

### Fleurs et fruits
Les fleurs sont fixées sur des tiges (pédicelles) de 2 à 5 mm de long, profondément côtelées et glabres. Les fleurs de la variété commune sont constituées de tépales étalés de 3 à 5 mm de long, généralement blancs, mais parfois tachetés de violet. Il existe une variété rare (var. crassipes) qui a des fleurs en forme de coupe et des tépales plus longs que la variété la plus commune et qui sont jaunes ou jaune-blanc. Les étamines sont insérées à la base des tépales. Les fruits sont arrondis à faiblement trilobés, de 10 à 12 mm de diamètre, verts tachetés de rouge à l'état immature, mûrissant en rouge. La floraison et la fructification ont lieu toute l'année.

## Habitat et écologie
Maianthemum gigas est présente de 900 m à plus de 3 000 m. C'est une plante terrestre ou plus rarement épiphyte.

## Liste des variétés
Selon World Checklist of Selected Plant Families (WCSP) (14 octobre 2021) :
- variété Maianthemum gigas var. crassipes (Standl. & Steyerm.) LaFrankie (1986) - variété beaucoup plus rare que gigas
- variété Maianthemum gigas var. gigas - forme généralement rencontrée